# Ocean A
Ocean A – jacht żaglowy (kecz), pływający w rejonach arktycznych (Svalbard, Grenlandia). 28 sierpnia 2018 o 22:15 osiągnął pozycję 79°40′N 007°09′W ustanawiając rekord żeglugi na północ u wybrzeży Grenlandii Wschodniej. Poprzedni taki rekord padł w 2003, kiedy to s/y Solanus osiągnął szerokość 79°05′.